# Ninja 2. – A harcos bosszúja
A Ninja 2. – A harcos bosszúja (eredeti cím: Ninja: Shadow of a Tear) 2013-as amerikai harcművészeti akciófilm, melyet Isaac Florentine rendezett. A film főszereplői Scott Adkins, Kane Kosugi, Mika Hijii és Shun Sugata. Ez Florentine 2009-es filmjének, a Nindzsa című filmnek a folytatása.
A filmet Bangkokban, Thaiföldön forgatták, premierje a 2013-as Fantastic Fesztiválon volt, Texasban.
Az iTunes-en keresztül is le lehet tölteni. 2013. december 17-én Blu-rayen, DVD-n pedig december 31-én jelent meg.

## Cselekmény
Az amerikai harcművész, Casey Bowman (Scott Adkins) letelepedett a dódzsóban és Kōga ninjaként tanítja a stílust tanítványainak, valamint feleségül vette Namiko Takedát, aki az első gyermekével terhes. Egy napon, miközben a városba megy, hogy megvásárolja a boldogság medalionját a feleségének ajándékként, találkozik két késes bűnözővel, akik ellen megküzd. Később aznap este Casey a felesége kérésére lemegy az élelmiszerboltba étcsokoládéért, de amikor fizetne a kasszánál, eszébe jut, hogy a pénztárcáját a bűnözök elvették tőle, majd amikor hazaér, meglátja a feleségét holtan feküdni a földön, a nyakán szögesdrótos fegyver nyoma látható. A temetés napján a dódzsót egy Nakabara (Kane Kosugi) nevű korábbi diák látogatja meg, aki Casey számára egy ajánlatot nyújt a Thaiföldi dódzsóba, hogy könnyebbítse fájdalmát, de Casey elutasítja a gesztust. Emlékezvén a bűnözők elleni harci stílusra, Casey az Azuma dódzsó felé akar menni, de előtte a két férfi hollét deríti ki, ezután megöli őket egy sötét sikátorban.

## Szereplők
| Szerep        | Színész             | Magyar hang     |
| ------------- | ------------------- | --------------- |
| Casey Bowman  | Scott Adkins        | Dányi Krisztián |
| Nakabara      | Kane Kosugi         | Láng Balázs     |
| Namiko Takeda | Mika Hijii          |                 |
| Goro          | Shun Sugata         |                 |
| Sung tábornok | Vithaya Pansringarm |                 |
| Mike          | Mukesh Bhatt        | Kapácsy Miklós  |
| Lucas         | Jawed El Berni      |                 |
| Toji          | Futoshi Hashimoto   |                 |
| Myat          | Tim Man             |                 |
| Hiroshi       | Takato              |                 |
| Dódzsó harcos | Ron Smoorenburg     |                 |